# Мату-Гросу (плато)
Мату-Гросу (порт. Mato Grosso) — плато на північному заході Бразильського плоскогір'я, в межиріччі верхів'їв річок Тапажос, Шінгу та Парагвай. Середня висота 500—700 м, найбільша — 893 м. Складено головним чином палеозойскими пісковиками, які утворюють круті уступи (шапади). Клімат субекваторіальний, спекотний, вологий. Покрито низькодеревовидною саванной. Плато є батьківщиною індіанських племен шават.
Було досліджено і заселено в XVII столітті золотошукачами. Незважаючи на те, що видобуток золота та інших мінералів досі поширений, основним видом діяльності на плато є тваринництво. Мережа доріг розвинена дуже погано.